# Табір святих
Табір Святих (фр. Le Camp des Saints) — французький роман-антиутопія 1973 року письменника та дослідника Жана Распая. Це спекулятивний вигаданий опис, який зображує знищення західної цивілізації через масову імміграцію країн Третього світу до Франції та Заходу. Майже через сорок років після першої публікації роман повернувся до списку бестселерів у 2011 році.
Після публікації книга отримала схвальні відгуки від видатних діячів французької літератури, а з часом її також схвалили критики та політики в Європі та Сполучених Штатах, але її також критикували як французькі, так і англійські мовні коментатори для передачі тем, описаних як расизм, ксенофобія, нативізм, монокультуралізм і антиімміграційний контент. Роман популярний серед ультраправих і білих націоналістичних кіл.

## Натхнення
Распай каже, що його натхнення прийшло під час перебування на Французькій Рив'єрі в 1971 році, коли він дивився на Середземне море.
А якщо "вони" прийдуть? Я не знав, хто такі "вони", але мені здавалося неминучим, що незліченна кількість позбавлених спадщини людей Півдня, як приливна хвиля, одного дня припливе до цього розкішного берега, до широко розчахнутого кордону нашої щасливої країни....
Назва книги походить від уривка в Книзі Одкровення (20:7-9) із зображенням апокаліпсису. Сатана змушує більшість народів Землі зібратися для останньої битви проти «табору святих», перш ніж зазнати поразки назавжди:
А коли скінчиться тисяча років, сатана вийде зі своєї в'язниці, і вийде, щоб обманути народи, що на чотирьох кінцях землі, Гога та Магога, щоб зібрати їх на війну, бо число їхнє, як пісок морський. І вийшли вони на широку рівнину землі, і оточили табір святих та улюблене місто, але вогонь зійшов з неба і пожер їх...

## Сюжет
У Калькутті, Індія, католицькі священики сприяють усиновленню індійських дітей тими, хто повернувся в Бельгію, як форму благодійності. Коли бельгійський уряд усвідомлює, що лише за п'ять років кількість індіанських дітей, які виховуються в Бельгії, досягла 40 000, критичні політики намагаються зупинити міграцію. Відчайдушно прагнучи відправити своїх дітей у те, що вони називають «країною достатку», натовп відчайдушних індійців кидається до консульства. Поки бельгійський гуманітарний працівник пробирається крізь натовп, індійський фермер, який займається гонгами, відомий лише як «пожирач какашки», несе вгорі свою жахливо деформовану дитину і благає його відвезти їх назад до Європи, на що робітник погоджується.
Робітник і фермер приводять натовп до доків, де стоять сотні кораблів, які колись належали європейським державам, а тепер придатні лише для річкового руху. Проте, натовп сідає на борт, і незабаром сотня кораблів відправляється до Європи; Умови на борту тісні, антисанітарні та жалюгідні, багато пасажирів, у тому числі діти, публічно перелюбствують. Коли кораблі проходять через «Цейлонську протоку», над головами юрмляться гелікоптери, знімаючи зображення мігрантів на борту, щоб опублікувати їх у Європі. Тим часом на російському Далекому Сході радянські війська бачать маси китайців, готових увійти до Сибіру, але не бажають воювати з ними.
Коли флот перетинає Індійський океан, політична ситуація у Франції стає більш напруженою. На прес-конференції про кризу французький чиновник, який виголошує промову на хвалу мігрантам, стикається з журналістом, який стверджує, що він просто намагається «нагодувати загарбників», і вимагає знати, чи Франція «вистачить мужності вистояти» перед мігрантами, коли вони досягають Франції. Чиновник вважає це питання морально образливим і погрожує вигнати журналіста, коли він продовжить кричати. Інші журналісти прагнуть розпалити напругу між французами та африканцями та арабами, які вже проживають у країні. Згодом ці журналісти починають писати, що флот мігрантів виконує місію «збагатити, очистити та спокутувати капіталістичний Захід». У той самий час, коли в Парижі вихваляють флот, жителі Південної Франції, налякані прибуттям мігрантів, тікають на північ.
Коли флот наближається до Суецького каналу, єгипетські збройні сили роблять попереджувальний постріл, змушуючи флот рухатися на південь, навколо мису Доброї Надії. На подив спостерігачів, режим апартеїду в Південній Африці вивозить на воду баржі з продовольством і припасами, які мігранти викидають за борт. Міжнародна преса схвильована, вважаючи відмову від цих поставок політичною заявою проти південноафриканського режиму апартеїду. Західні лідери, впевнені, що мігранти приймуть постачання від своїх «більш доброчесних» країн, організовують місію постачання, фінансовану урядами, благодійними організаціями, рок-зірками та великими церквами, щоб зустріти мігрантів біля Сан-Томе. Однак флот також не зупиняється перед цими баржами, і коли робітник папської баржі намагається піднятися на борт одного з кораблів, його душить і викидають за борт. Преса намагається стримати висвітлення вбивства.
Коли мігранти проходять через Гібралтарську протоку, президент Франції віддає наказ військам рухатися на південь і звертається до нації зі своїм планом відсічі. Однак посередині звернення він зривається, вимагаючи від військових просто слідувати своїй совісті. Більшість військ негайно залишають свої пости та приєднуються до цивільних, які тікають на північ, а південь швидко захоплюють мігранти. Деякі з останніх військових, які відстоювали свою позицію, знайшли притулок у маленькому селі, разом із Кальгесом, старим чоловіком, який вирішив залишитися у своєму домі, та Хамадурою, західним індіанцем, який наляканий своїх «брудних, грубих» співвітчизників і пишається тим, що має більше спільного з білими, ніж з індіанцями. Війська в цьому селі складаються з дев'ятнадцяти французів і одного індійця, оточені, як вони вважають, «окупованою територією», залишаються останнім захистом західних цінностей і «Вільної Франції» проти іммігрантів.
Іммігранти прямують на північ, не маючи бажання асимілюватися з французькою культурою, але продовжуючи вимагати стандартів життя Першого світу, навіть якщо вони зневажають закони, нічого не виробляють і вбивають французьких громадян, таких як боси фабрик і власники крамниць, як а також звичайні люди, які вінд них не вітають. До них також приєднуються іммігранти, які вже проживають в Європі, а також різні ліві та анархічні групи. На Заході прибуває все більше і більше мігрантів, які народжують дітей, кількість яких стрімко перевищує кількість білих. За лічені місяці білий Захід було захоплено, і були створені проіммігрантські уряди, а білим людям наказано ділити свої будинки та квартири з мігрантами. Село, де знаходяться вірні війська, бомбардують літаки нового французького уряду, який називають лише «Паризькою багаторасовою комуною». За кілька років більшість західних урядів здалися. Мер Нью-Йорка змушений розділити особняк Грейсі з трьома афроамериканськими родинами з Гарлема; мігранти збираються в прибережних портах у Західній Африці та Південній Азії та мігрують до Європи, Австралії та Нової Зеландії; Лондон захоплений організацією небілих жителів, відомою як «Комітет неєвропейської співдружності», який змушують британську королеву одружити її сина з пакистанкою; мільйони чорношкірих африканців з усього континенту збираються біля річки Лімпопо та вторгаються в Південну Африку; і тільки один п'яний радянський солдат стоїть на шляху сотень тисяч китайських селян, які захоплюють Сибір.
Епілог показує, що історія була написана в останній державі західного світу, Швейцарії, але міжнародний тиск з боку нових урядів, ізолюючи її як країну-ізгоя за те, що вона не відкриває свої кордони, разом із внутрішніми промігрантськими елементами змусили її теж капітулювати. За кілька годин до відкриття кордону автор присвячує книгу своїм онукам, сподіваючись, що вони виростуть у світі, де їм не буде соромно за те, що він написав таку книгу.

## Аналіз
За словами літературознавця Жана-Марка Мори, корінні французи описані в романі як такі, що «[без удару] піддаються гіперболічному егалітаризму, який „ковтає“ їх до рівня людей третього світу… У такому контексті расистські відхилення неминучі… Сюжет, таким чином, упереджений, оскільки картина показана так, що расизм і остракізм стають умовами для виживання. Розмальовуючи Третій світ у такі агресивні кольори, він не дає західним персонажам мало вибору: знищити або померти».
У 2001 році Southern Poverty Law Center (SPLC) описав «абір святих» як «широко шанований американськими прихильниками переваги білої раси» і «свого роду антиімміграційний аналог Щоденників Тернера», і пояснював його популярність паралелями сюжету з теорія змови геноциду білих. Раян Ленц, старший репортер-розслідувач SPLC, зазначає, що «основа „Табору святих“ безпосередньо впливає на цю ідею геноциду білих. Це ідея, що через імміграцію, якщо її не зупинити, расовий характер і зміст культури можуть бути підірвані до забуття». Політолог Жан-Ів Камю стверджує, що «Табір святих» з його апокаліптичним баченням раптової та насильницької масової міграції, що кишить до Європи, є навіть більш радикальним, ніж теорія Великої заміни Рено Камю, і тому, ймовірно, більш впливовий на білих терористів-націоналістів.

## Рецензії

### Перше видання
«Табір святих» спочатку був позитивно сприйнятий у Франції, більшість критиків зосереджувалися на «пророчому» характері історії. Його високо оцінили журналіст Бернар Піво та такі інтелектуали, як Жан Ануй, Ерве Базен, Мішель Деон, Жан Ко, Тьєррі Мольє та Луї Повельс.
Після того, як в 1975 році книга була перекладена англійською мовою, журналіст Макс Лернер написав, що вона мала «непереборний темп майстерності та оповіді». Філософ Сідні Гук сказав, що автору «вдасться шокувати й кинути виклик самовдоволеному сучасному розуму». У 1975 році журнал «Тайм» охарактеризував роман як «жовчну тираду», яка потребувала відповіді лише тому, що він «повів хмари похвали від французьких вчених, зокрема драматурга Жана Ануя („Приголомшлива книга непереборної сили та спокійної логіки“), з відбиток поважного американського видавця та дражнільна рекламна кампанія перед публікацією („Кінець білого світу близько“)».
Джеффрі Гарт у статті National Review 1975 року висміював неприйняття роману критиками, висміюючи їх як «респектабельних, зручних рецензентів», і хвалив книгу такими словами: «у вільніших і інтелігентніших колах Європи книга є сенсація, а Распай — призер […] його сюжет простий і блискучий». Синдикований оглядач Гаррі Віллс, написавши в Journal Inquirer, засудив сприйняття роману «більш „поважними“ каналами» американських правих медіа, включно з Джеффрі Хартом, проводячи паралелі між «расовим змістом» книги та «відверто расистський аналіз» зусиль шкільної інтеграції National Review. Kirkus Reviews порівнював роман з книгою Моя боротьба. У 1983 році Лінда Чавес назвала роман «огидною книгою», описавши його як «расистський, ксенофобський і параноїдальний».
На початку 1980-х років директор французької розвідувальної служби SDECE Александр де Маренш передав примірник книги Рональду Рейгану, який, як повідомляється, заявив, що був «страшно вражений» нею. Грудень 1994 року на обкладинці The Atlantic Monthly зосереджувався на темах роману, аналізуючи їх у контексті міжнародних відносин, водночас описуючи його як «найполіткоректнішу книгу у Франції в другій половині двадцятого століття». Його автори, британський історик Пол Кеннеді та професор Колумбійського університету Метью Коннеллі далі писали, що «багато членів більш процвітаючих економік починають погоджуватися з баченням Распайля».

### Пізніші видання
У 2002 році оглядач Лайонел Шрайвер описав роман як «прозорливий і жахливий», безперечно «расистський», але «написаний з величезною словесною енергією та пристрастю». Шрайвер пише, що книга «надає жовчного голосу емоціям, вираження яких стає все більш табуйованим на Заході, але які можуть ставати ще більш жорстокими, коли їх пригнічують: люта образа, яку відчуває більшість населення, коли цей статус здається під загрозою».
У 2004 році Вільям Ф. Баклі-молодший похвалив книгу як «чудовий роман», який підняв питання про те, як реагувати на масову нелегальну імміграцію, а в 2014 році Макубін Томас Овенс відзначив похвалу Баклі, зауваживши, що «Распайл випередив свій час, продемонструвавши, що західна цивілізація втратила відчуття мети та історії — свою „винятковість“». У 2005 році консерватор Чілтон Вільямсон назвав книгу «одним із найбільш безкомпромісних творів літературної реакції ХХ століття».
У березні 2011 року книга повернулася до списку бестселерів, увійшовши до п'ятірки найкращих книжкових продажів Франції. Про це схвально відгукнувся Стів Беннон, колишній головний стратег президента США Дональда Трампа. Її також пропагували старший радник Трампа з питань політики Стівен Міллер, конгресмен від Республіканської партії Стів Кінг, лідер Французького національного об'єднання Марін Ле Пен та прем'єр-міністр Угорщини Віктор Орбан. У звіті SPLC за 2015 рік описується роман як «улюблена расистська фантазія антимігрантського руху в США».
26 лютого 2021 року Австралійська класифікаційна рада класифікувала книгу як «Необмежену» без літери M для дорослих, що означає, що вона не була визнана невідповідною для дітей віком до п'ятнадцяти років.

## Переклади англійською
Англійський переклад Нормана Шапіро був опублікований Scribner у 1975 році (ISBN 978-0-684-14240-1). У 1977 році вона була перевидана у форматі м'якої палітурки для масового ринку видавництвом Ace Books (ISBN 978-0-441-09120-1) і Sphere Books (ISBN 978-0-7221-7222-3). Джон Тантон придбав права на книгу в 1994 році та надрукував видання в м'якій палітурці через свою видавничу компанію The Social Contract Press (ISBN 978-1-881780-07-6). Зимовий номер журналу «The Social Contract Journal» за 1994—1995 рр. був спеціальним випуском, випущеним разом із новим виданням книги, кожна стаття присвячена обговоренню книги та її тем.